# Davallia platylepis
Davallia platylepis là một loài dương xỉ trong họ Davalliaceae. Loài này được Baker mô tả khoa học đầu tiên năm 1898.